# Політура
Політу́ра — спиртовий лак, що містить 10—20 % за об'ємом плівкоутворювальної речовини.
При обробці (поліруванні) виробів з дерева утворює гладке прозоре покриття з дзеркальним блиском, що чітко виявляє текстуру деревини.